# Запата (окръг, Тексас)
Окръг Запата (на английски: Zapata County) е окръг в щата Тексас, Съединени американски щати. Площта му е 2740 km², а населението – 12 182 души (2000). Административен център е населеното място Запата.